# Monwane
Monwane – wieś w Botswanie w dystrykcie Kweneng. Według spisu ludności z 2011 roku wieś liczyła 513 mieszkańców.